# NGC 2468
NGC 2468 é uma galáxia lenticular (S0) localizada na direcção da constelação de Lynx. Possui uma declinação de +56° 21' 33" e uma ascensão recta de 7 horas, 58 minutos e 02,2 segundos.
A galáxia NGC 2468 foi descoberta em 1 de Janeiro de 1865 por Heinrich Louis d'Arrest.